# 天津三宝
天津三宝是天津在明清时代的三座主要建筑，天津俗语称“天津卫，三宗宝，鼓楼、炮台、铃铛阁”。
- 鼓楼坐落在天津旧城中心，建于明弘治三年（1492年），四面开门，城中东西、南北两条大道在鼓楼交汇，原名钟鼓楼，是旧城内最高的建筑，上有对联为“高敞快登临，看七十二沽往来帆影；繁华谁唤醒，听一百八杵早晚钟声”。1953年因扩建旧城道路，以其妨碍交通被拆毁。21世纪初，改造旧城建筑，除具有历史文化价值的建筑外，旧城中平房全部拆除，道路加宽，又在原址重新建一座新鼓楼，新鼓楼式样和原来鼓楼一样，但更为高大，改为绿色琉璃瓦顶（旧中国只有清真寺用绿色屋顶），并增加了汉白玉栏杆（以前只有皇家建筑和“敕建”的寺庙才允许使用汉白玉）。

- 炮台在现在南开区炮台庄，建于明代崇祯十二年（1639年），为防止满人入侵，清代时已经没有什麽作用，失于维修倒塌。

- 铃铛阁原来是旧城西稽古寺的藏经阁，建于明代万历七年（1579年），因为飞檐四出，风铃丁冬，俗称铃铛阁。光绪年间因附近板场失火被波及而焚毁，民国期间在原址建铃铛阁中学。

所以天津人在上述俗语中还经常接上一句：“鼓楼拆，炮台倒，大火烧了铃铛阁”（天津话将“阁”发成“皋”音）。